# Dieumerci Ndongala
Dieumerci Ndongala est un footballeur international congolais, né le 14 juin 1991 à Kinshasa. Il joue au poste d'ailier à Bandırmaspor (en), en Turquie.
Dieumerci est le troisième enfant d’une fratrie de 6. Il a commencé sa scolarité à Evere (Nord-est de Bruxelles), avant  de rejoindre l'Académie Robert Louis Dreyfus du Standard de Liège.
Il passe 4 années à l’académie et y côtoie des joueurs tels que Christian Benteke, Eliaquim Mangala, Medhi Carcela et Michy Batshuayi.
À l'été 2011, il commence son parcours professionnel à la Jeunesse d’Esch, il y reste deux saisons.
Il y sera vice-champion du Luxembourg et participera au tour préliminaire de la Ligue Europa pour la première fois.
D'un point de vue personnel, son passage au Luxembourg lui permet de s'aguerrir et de se voir attribuer la récompense de meilleur joueur du championnat.

## Biographie

### Parcours junior
Dieumerci Ndongala a joué dans les catégories jeunes du R.F.C. Evere, de la RUSA Schaerbeek, du FC Brussels et du Standard de Liège.

### Parcours en club

#### Jeunesse d’Esch[4]
Dieumerci arrive à la Jeunesse d’Esch le 01/07/2011, club dirigé à l'époque par l’entraîneur Belge Marc Grosjean. Dès les premiers matchs, Dieumerci fait l’étalage de sa qualité technique et sa vitesse, ce qui lui permet de conquérir rapidement les supporters locaux.
Ses performances ne passent pas inaperçues et lui permettent d’être convoqué en équipe nationale de la RD Congo U19, puis U21. Il prend part aux rencontres qualificatives pour les J.O, portant même occasionnellement le brassard de capitaine.
Ndongala participe aux tours qualificatifs de la Ligue Europa et finit meilleur joueur du championnat luxembourgeois.

#### La Louvière[6]
Le 29/01/2013, il rejoint l'Union Royale La Louvière Centre durant les derniers jours du mercato. La présence de Marc Grosjean, qu'il avait côtoyé au Luxembourg, a sans doute joué car d'autres clubs de D2 plus huppés étaient également intéressés par le virevoltant ailier.
Après le départ de Grosjean, Danny Ost reprend les Loups, et donne le brassard à Ndongala.
Avec 10 buts et 10 passes décisives, il tape dans l’œil de plusieurs clubs. Le RAEC MONS et Courtrai, ainsi que les Hongrois d'Ujpest lui manifestent de l'intérêt, mais il signe finalement au Sporting de Charleroi lors des dernières heures du mercato d'hiver.

#### Charleroi
Le Sporting de Charleroi a souvent réussi de bons transferts en prospectant dans les divisions inférieures, et Ndongala est rapidement perçu comme l'un d'entre eux. Il fait ses débuts en D1 à Lokeren et inscrit son premier but contre Courtrai.
La saison 2014-2015 est celle de la consécration. Devenu titulaire indiscutable, il est l’un des grands artisans de la qualification de Charleroi pour les Playoffs 1. Le club termine la phase classique du championnat à la sixième place (avec un total de 49 points). C'est la première fois que le Sporting de Charleroi accède à ce stade de la compétition. Le club achève ce mini-championnat à la cinquième place sur six (trois victoires et deux nuls en dix matches).
Le 31 mai 2015, Dieumerci offre une place pour le deuxième tour qualificatif de l'Ligue Europa 2015-2016 au terme d'une double confrontation avec le KV Mechelen, en marquant le but de la victoire. Cela faisait 21 ans que le club n'avait plus participé à une compétition européenne.

#### La Gantoise
Le 22 juin 2016, il quitte le Sporting carolo et rejoint La Gantoise. Il y signe un contrat de 4 ans.
Ne jouant que très peu durant sa première saison, il quitte le club après seulement 7 mois.

#### Standard de Liège
Le 30 janvier 2017, il signe au Standard de Liège pour 3 ans et demi. Il arrive cependant blessé (ostéite du pubis) et ne jouera que 5 matches durant les PO1 dont 3 en étant titulaire.
La saison 2017-2018 n'est pas meilleure pour le congolais. Il joue peu sous Ricardo Sá Pinto (15 matches dont 6 en tant que titulaire pour aucun but marqué) et commence à trouver le temps long. Le retour de Mehdi Carcela scelle définitivement son avenir au sein du club liégeois.

#### KRC Genk
Dieumerci Ndongala est prêté jusqu'à la fin de la saison au KRC Genk le 2 février 2018. Il marque son 1er but dès son 1er match sous ses nouvelles couleurs. En fin de saison, le club limbourgeois transfère Ndongala définitivement pour un montant de 1 700 000 euros.

### Carrière internationale
Né en République démocratique du Congo, Ndongala opte pour la sélection congolaise au milieu des années 2010 dans le but de porter le maillot des Léopards.

## Statistiques
- 10 Assistes/10 Buts URLC (saison 2012-2013)
- 36 matchs joués avec le Sporting de Charleroi 5 buts (saison 2014-2015)[11]
- 4 Matchs 1 but et  1 passe décisive en Ligue Europa avec le Sporting de Charleroi (saison 2014-2015)[12],[13]
- 28 matchs joués 5 buts en Pro League (saison 2015-2016 en cours)[3],[12],[14]
- 33 matchs joués 5 buts en Pro League 2 passes décisives

## Palmarès
- Meilleur joueur du championnat luxembourgeois en 2013
- Championnat de Belgique 2018-2019, avec le KRC Genk[15]